# Leng Čchun-chuej
Leng Čchun-chuej (čínsky pchin-jinem Lěng Chūnhuì, znaky 冷春慧; * 3. července 1972 Ta-lien) je bývalá čínská zápasnice – judistka.

## Sportovní kariéra
S judem začínala ve 13 letech v rodném Ta-lienu. Připravovala se v tréninkové skupině trenéra Liou Jung-fu. V čínské ženské reprezentaci se pohybovala od roku 1991 v polotěžké váze do 72 kg. V roce 1992 startovala na olympijských hrách v Barceloně překvapivě ve střední váze do 66 kg a nestačila v úvodním kole na Britku Kate Howeyovou. V roce 1993 vrátila Howeyové porážku z olympijských her ve finále mistrovství světa v Hamiltonu v polotěžké váze. V roce 1996 startovala na olympijských hrách v Atlantě, kde nestačila ve druhém kole na Italku Ylenii Scapinovou. Sportovní kariéru ukončila v roce 2000. Věnuje se trenérské práci. Její nejúspěšnější žačkou je Ma Jing-nan.

## Výsledky
| Olympijské hry    |    | úč. |    |    |   | úč. |
| Mistrovství světa | 5. |     | 1. |    | — |     |
| Asijské hry       |    |     |    | 2. |   |     |
| Mistrovství Asie  | 2. |     | —  |    | — | —   |